# Teodoro di Rhaithu
Teodoro di Rhaithu (in latino Thedorus; ... – VII secolo) è stato un monaco cristiano, vescovo di Faran e teologo bizantino.

## Biografia
Fu monaco nel Sinai nella seconda metà del VI secolo; secondo alcuni sarebbe da identificare con il Teodoro che venne nominato vescovo di Faran, in Egitto.

## Opere
- Iniziazione (in greco antico: Προπαρασχευή?, Proparascheyḗ), parafrasi dell'Isagoge di Porfirio[2]
- De sectis, composto tra il 581 e il 609, contiene un'esposizione nel tempo dell'evoluzione delle eresie cristiane[2]